# Boemi
I boemi sono gli abitanti della Boemia, la regione dell'odierna Repubblica Ceca parte dell'antico Regno di Boemia. La parola deriva dal termine latino usato per indicare la tribù celtica che abitava in quella zona, i Boii, chiamati Boiahemum all'inizio del Medioevo. La parola "boemi" non veniva mai usata dalla popolazione locale, di ceppo slavo: in ceco, la regione veniva chiamata sin dal Medioevo Čechy (Boemia) o Království české (Regno di Boemia) e i suoi abitanti, principalmente di lingua ceca, venivano chiamati Čechové (in ceco moderno Češi).
In altri vernacoli europei e in latino, la parola "boemo" o un suo derivato veniva utilizzato per designare tutti gli abitanti della regione. Se si doveva sottolineare l'origine etnica ceca, si usavano espressioni come "boemo di lingua boema" (Čech českého jazyka), "un vero boemo" (pravý Čech) ecc.
Nelle altre lingue europee si iniziò a usare la parola "cechi" (Czechs in inglese, Tschechen in tedesco, tchèques in francese) non prima del XIX secolo, nel tentativo di distinguere tra gli Slavi boemi e gli altri abitanti della Boemia (per la maggior parte Tedeschi). Attualmente, "boemi" si usa ancora quando occorre distinguere gli abitanti della parte occidentale della Repubblica Ceca (appunto la Boemia), da quelli della parte orientale (Moravia) e nordorientale (Slesia).
Il termine "boemo" in francese (bohémien) diede il nome nel XIX secolo ad un importante movimento artistico, la Bohème appunto, usato in origine per descrivere gli stili di vita anticonformisti di artisti, scrittori, musicisti e attori nelle principali città europee. Il movimento infatti nacque in Francia nel periodo in cui artisti e poeti iniziavano a concentrarsi nei bassifondi e tra i ceti più bassi del quartiere gitano. Poiché allora era credenza diffusa che i gitani o zingari provenissero dalla Boemia, essi erano chiamati anche bohémiens, nome che passò presto, con accezione spregiativa, ad indicare pure gli artisti che frequentavano i loro quartieri.